# Gladiolus menitskyi
Gladiolus menitskyi är en irisväxtart som beskrevs av Elenora Tzolakovna Gabrieljan. Gladiolus menitskyi ingår i släktet sabelliljor, och familjen irisväxter. Inga underarter finns listade i Catalogue of Life.